# دراغاس
دراغاش أو شار (بالألبانية: Dragashi)‏، هي مدينة وبلدية تقع في مقاطعة بريزرن في كوسوفو. وفقًا لتعداد عام 2011، فإن عدد سكان مدينة دراغاس 1098 نسمة، بينما يبلغ عدد سكان البلدية 34,827 نسمة. الاسم الألباني Sharri هو إشارة إلى جبال شار. يأتي الاسم الصربي دراغاس من الزعيم الصربي في حقبة العصور الوسطى قسطنطين دراجس.

## تاريخ
تم تسمية Dragaš على اسم العائلة النبيلة الصربية في العصور الوسطى التي تحمل نفس الاسم والتي خدمت Dušan the Mighty (حكم 1331-1355) و Uroš the Weak (حكم 1355-1371). من عام 1877 إلى عام 1913، كانت دراغاش جزءًا من كوسوفو فيلايت في الإمبراطورية العثمانية. من عام 1929 إلى عام 1941، كان دراغاش جزءًا من فاردار بانوفينا في مملكة يوغوسلافيا. من عام 1941 إلى عام 1999، كانت دراغاش جزءًا من إقليم كوسوفو المتمتع بالحكم الذاتي داخل جمهورية صربيا وجزءًا من الاتحاد اليوغوسلافي.
ظلت بلدية غورا ومنطقة أوبوجا (الملحقة ببلدية بريزرين) منفصلة خلال فترة ميلوسيفيتش.أثناء حرب كوسوفو (1999)، فر ألبان من أوبوجا إلى ألبانيا المجاورة في سيارات وشاحنات وجرارات مع آخرين مشيًا على الأقدام عادوا إلى ديارهم بعد الصراع. بعد الحرب، اندمجت بلدية غورا ذات الأغلبية الجورانية مع منطقة أوبوجا الألبانية التي يسكنها الألبان لتشكيل بلدية دراغاش من قبل بعثة الأمم المتحدة (UNMIK) والوحدة الإدارية الجديدة لديها أغلبية ألبانية. مدينة دراغاش هي المركز الإقليمي والبلدي لكل من منطقتي غورا وأوبوجا في بلدية دراغاش. بعد عام 1999، كان سكان دراجاش مختلطون من غوراني، الذين يعيشون في الحي السفلي والألبان في الحي العلوي الذي يشكل غالبية السكان. بصرف النظر عن مدينة دراجاش متعددة الجنسيات، لا يزال غوراني من كوسوفو يعيشون في القرى التي يسكنها مجتمعهم في غورا في الأساس، ولا تزال العلاقات مع الألبان متوترة. يعيش الألبان في الغالب في منطقة أوبوجا. لا يحدث الزواج المختلط بين المجتمعين باستثناء عدد قليل من عائلات الجوراني التي هاجرت إلى بريزرين.

## جغرافيا
تقع أراضي بلدية دراغاش في خط العرض الشمالي من 41 52 '30 «إلى 42 09' 03» وخط طول 20 35 '39 «إلى 20 48' 26». المنطقة بأكملها محاطة بجبال سار، ثم جبل كوريتنيك، وجبل جاليتش وسيلين في اتجاه بريزرين. جزء واحد فقط من المنطقة في اتجاه بريزرن هو مرتفع مع منحدر طفيف نسبيًا ترتبط به هذه المنطقة بحوض بريزرين ومن خلال بريزرين بالعالم.

## روابط خارجية
- "بلدية دراغاش". جمهورية كوسوفو. مؤرشف من الأصل في 2019-04-28.